# Monumentos históricos de Hiraizumi
Los monumentos y sitios históricos de Hiraizumi son un grupo de cinco sitios de finales de los siglos XI y XII de Hiraizumi, Prefectura de Iwate, Japón. Fueron propuestos en forma conjunta en 2001 para su inscripción en la lista del Patrimonio de la Humanidad bajo los criterios ii, iii, iv y vi, y fue inscrito finalmente en 2011.

## Hiraizumi
Durante cuatro generaciones, desde 1087, cuando Fujiwara no Kiyohira (del clan Fujiwara) trasladó su cuartel general y residencia más al norte, hasta 1189, cuando el ejército de Minamoto no Yoritomo pone fin a los Fujiwara del Norte, Hiraizumi sirvió como un importante centro político, militar, comercial y cultural. Varios templos importantes, asociados con el budismo de la Tierra Pura se fundaron y dotaron, pero la desaparición de sus benefactores y una serie de incendios contribuyeron a su declive posterior. Cuando Basho lo visitó en 1689 escribió sobre Hiraizumi, en el Oku no Hosomichi: pasto de verano ... restos de los soldados sueños. Una serie de excavaciones a partir de mediados del siglo XX, junto con las referencias de Azuma Kagami, en particular de la petición Bunji-no-chūmon de 1189, y el Sojo Shōwa o "de los monjes apelación" de 1313 de los archivos Chuson-ji, ha contribuido mucho a la comprensión de los sitios y el período.

## Monumentos
| Nombre                                | Tipo    | Comentarios | Imagen |
| ------------------------------------- | ------- | --- | ------ |
| Chūson-ji (中尊寺?)                   | Templo  | Se dice que fue fundada por Ennin en el año 850, fue reconstruida por Fujiwara no Kiyohira a principios del siglo XII con una pagoda y la de Daichōju-in, un gran salón dedicado a Amida, los incendios en 1337 consumieron muchos edificios y tesoros del templo, excepcionalmente, los cuerpos momificados de Fujiwara no Kiyohira y sus herederos fueron enterrados en el Konjikidō, el Salón de Oro dedicado a Amida (en la foto, el tesoro nacional), el conjunto es un sitio Histórico Especial.                           |        |
| Mōtsū-ji (毛越寺?)                    | Templo  | Se dice que fue fundada por Ennin en el año 850, y reconstruido por Fujiwara no Motohira en el siglo XII, y su destrucción por el fuego en 1226 se lamentaba en Azuma Kagami como la pérdida de un monumento incomparable en nuestro tiempo ", el siglo XII llamado el jardín del paraíso, con pavimento realizado en piedra arroyo, laguna, playa de gravilla, península, islas, y piedras ornamentales es un lugar especial de la belleza escénica, el sitio de un santuario sintoísta asociado es un sitio Histórico Especial |        |
| Sitio de Kanjizaiō-in (観自在王院跡?) | Templo  | Fundada junto a Mōtsū-ji, con dos salas de Amida, construidas por la esposa de Fujiwara no Motohira en el siglo XII, y destruida en un incendio en 1573, del siglo XII es su jardín paradisíaco con el arroyo, estanque, playa de gravilla, la isla, y la disposición de piedra cascada, es un sitio histórico especial. |        |
| Sitio de Muryōkō-in (無量光院跡?)     | Templo  | Fundado con una monumental estatua de Amida por Fujiwara no Hidehira en el siglo XII, el modelo es el de Byōdō-in que está cerca de Kyoto, del siglo XII también es el jardín paradisíaco con estanque, las islas y piedras ornamentales, es un Sitio Histórico Especial |        |
| Kinkeizan (金鶏山?)                   | Montaña | Montaña utilizada para enterramientos sutra, los restos de una sala identificada como perteneciente a Zao Gongen, asociado con el culto de Miroku, es un Sitio Histórico. |        |